# Diaphus similis
Diaphus similis és una espècie de peix de la família dels mictòfids i de l'ordre dels mictofiformes.

## Morfologia
- Les femelles poden assolir 7,22 cm de longitud total.[3]

## Hàbitat
És un peix marí i d'aigües profundes que viu fins als 631 m de fondària.

## Distribució geogràfica
Es troba al Pacífic oriental central.